# Death Ship (The Twilight Zone)
"Death Ship" is een aflevering van de Amerikaanse televisieserie The Twilight Zone. Het scenario werd geschreven door Richard Matheson, gebaseerd op een van zijn eigen korte verhalen.

## Plot

### Opening
Picture of the spaceship E-89, cruising above the thirteenth planet of star system fifty-one, the year 1997. In a little while, supposedly, the ship will be landed and specimens taken: vegetable, mineral and, if any, animal. These will be brought back to overpopulated Earth, where technicians will evaluate them and, if everything is satisfactory, stamp their findings with the word "inhabitable" and open up yet another planet for colonization. These are the things that are supposed to happen.
Picture of the crew of the spaceship E-89: Captain Ross, Lieutenant Mason, Lieutenant Carter. Three men who have just reached a place which is as far from home as they will ever be. Three men who in a matter of minutes will be plunged into the darkest nightmare reaches of the Twilight Zone.
— Rod Serling

### Verhaal
Het ruimteschip E-89 is op een missie om nieuwe planeten te verkennen en te kijken of ze geschikt zijn voor kolonisatie. De crew bestaat uit Kapitein Paul Ross, Lt. Ted Mason en Lt. Mike Carter. Wanneer ze een onbewoonde planeet aandoen, ziet Mason een metaalachtige glinstering in het landschap dat mogelijk duidt op een teken van leven. Kapitein Ross gelooft hier niet in, maar geeft desondanks het bevel, om te landen en het verschijnsel te onderzoeken.
Na te zijn geland, zien de mannen dat de glinstering afkomstig is van het wrak van een schip dat identiek aan hun eigen schip is. Ross wil dat de drie voorzichtig te werk gaan, maar hij wordt genegeerd. De drie betreden het schip, dat ook van binnen identiek blijkt te zijn aan de E-89. Dan ontdekken ze tot hun schok hun eigen levenloze lichamen aan boord van het wrak. Mason en Carter staan verstijfd van deze ontdekking, terwijl Ross gefrustreerd een logische verklaring probeert te verzinnen. Uiteindelijk komt hij met het idee dat ze mogelijk een de tijd hebben verbogen en daardoor nu een beeld uit hun eigen toekomst zien. Volgens hem is dat juist een goed teken, want nu kunnen ze dit scenario voorkomen. De enige manier om te voorkomen dat hun schip nooit zal neerstorten, is simpelweg de planeet niet meer verlaten.
Opeens lijkt Carter te worden getransporteerd naar de aarde. Hier ontmoet hij mensen uit zijn verleden die eigenlijk al dood zijn. Hij rent naar het huis waarin hij en zijn vrouw ooit woonden en vindt daar een telegram, waarin Mary Carter wordt geïnformeerd over de dood van haar echtgenoot. Carter wordt uit zijn visioen gewekt door Ross, die beweert dat Carter aan hallucinaties leidt. Mason is er blijkbaar ook door getroffen, want hij had net een visioen waarin hij zijn overleden vrouw weer zag. Wanneer Ross Mason wekt uit zijn visioen, haalt die woedend uit naar Ross.
Door al deze gebeurtenissen komt Ross met een nieuwe theorie. Volgens hem wordt de planeet bewoond door telepathisch begaafde aliens die de angsten de verlangens van de drie mannen tegen hen gebruiken. Tegen zijn eerdere beslissing in beveelt hij Mason en Carter om terug te gaan naar de E-89 en te vertrekken. De E-89 stijgt op en er gebeurt niets. Dit lijkt Ross’ theorie over de aliens te bevestigen. Nu ze weten dat het scheepswrak ook een illusie was, denkt Ross dat het wel veilig is nogmaals te landen om monsters te verzamelen voor onderzoek.
Maar nadat de crew is geland, blijkt het wrak er nog steeds te zijn. Langzaam begint de waarheid tot Mason en Carter door te dringen: ze zijn bij hun eerste landingspoging al neergestort en hebben de crash niet overleefd. Met andere woorden, ze zijn geesten. Alleen Ross weigert dit te geloven. Hij wil de situatie blijven herhalen tot hij weet wat er gaande is.
In de slotscène springt de aflevering terug naar het moment dat Mason voor het eerst de glinstering op het planeetoppervlak zag.

### Slot
Picture of a man who will not see anything he does not chose to see--including his own death. A man of such indomitable will that even the two men beneath his command are not allowed to see the truth; which truth is, that they are no longer among the living, that the movements they make and the words they speak have all been made and spoken countless times before--and will be made and spoken countless times again, perhaps even unto eternity. Picture of a latter-day Flying Dutchman, sailing into the Twilight Zone.
— Rod Serling

## Rolverdeling
- Jack Klugman : Capt. Paul Ross
- Ross Martin : Lt. Ted Mason
- Frederick Beir : Lt. Mike Carter

## Achtergrond
- Het ruimteschip uit deze aflevering is een versie van de United Planets Cruiser C-57D uit de film Forbidden Planet.
- Deze aflevering vertoont veel overeenkomsten met de eerste aflevering van de serie The Martian Chronicls door Ray Bradbury.